# Kap Gata
Das Kap Gata (griechisch Κάβο Γάτα Kavo Gata für „Katzenkap“) ist ein Kap auf der Insel Zypern. Es liegt innerhalb der britischen Militärbasis Akrotiri und Dekelia etwa 11 km südlich von Limassol.

## Geographie
Das Kap Gata befindet sich im Südosten der Akrotiri-Halbinsel in der Nähe des Ortes Akrotiri und bildet den südlichsten Punkt der Insel Zypern. Etwa sechs Kilometer nordwestlich liegt der Salzsee von Limassol und etwa neun Kilometer westlich das Kap Zevgari an der Westseite der Halbinsel. Nordöstlich befindet sich die Akrotiri-Bucht, deren Südende das Kap darstellt.
Auf dem Kap wurde 1864 ein acht Meter hoher Leuchtturm mit einer Feuerhöhe von 58 m und einer Reichweite von 15 Seemeilen (27,8 km) errichtet. Der Leuchtturm befindet sich allerdings in schlechtem Zustand.